# Chelifera subangusta
Chelifera subangusta är en tvåvingeart som beskrevs av Collin 1961. Chelifera subangusta ingår i släktet Chelifera och familjen dansflugor. Inga underarter finns listade i Catalogue of Life.